# Dynamo Douala
Actualités
Le Dynamo FC de Douala est un club de football camerounais basé à Douala. Il dispute ses matchs à domicile au Stade de la Réunification, d'une capacité de 30 000 places. Le club a été fondé en 1948.
Vainqueur de 3 Coupes du Cameroun, il est surtout connu pour avoir été le club formateur de l'ancien joueur du Paris Saint-Germain et de l'Olympique de Marseille, Modeste M'Bami.
Le capitaine de Dynamo de l'époque des années 80 nommé M. Njee Marius dit Marius Trésor.

## Histoire
Le club de football est fondé en 1948 dans le quartier Bassa de Nkongmondo à Douala, par les dirigeants de l'Union des populations du Cameroun (UPC) à destination de la jeunesse militante. L'UPC s'inspire des pays d'Europe de l'Est alors en pleine guerre froide où de nombreux grands clubs de football, se nomment Dynamo. De même, les dirigeants vont baptiser ce club PEUPLE terme abondemment utilisé dans les discours du parti. 
Vice-champion du Cameroun Elite 2 en 2022-2023, le club retrouve la 1re division pour la saison, Elite One 2023-2024.

## Palmarès
- Coupe du Cameroun
  - Vainqueur: 1979, 1981 et 1998
- 2e division
  - Vainqueur: 2000 (interpoules Bamenda-Bafoussam 2000)

## Présidence
Le 29 octobre 2016, Isaac Sinkot devient président intérimaire de Dynamo Douala avant les prochaines élections de février 2017. Il est remplacé à ce poste le 7 mai 2022 par Audrey Yetna Chicot, femmes d'affaires camerounaise,.
Le 26 juin 2023, Alphonse Bea est élu à la présidence du club pour 4 ans, lors de l'assemblée générale réunie à l’hôtel Akwa Palace de Douala.

## Bilan des saisons
Le club évolue dans le Championnat du Cameroun de football de deuxième division, Elite 2 de 2014 à 2023.
| Saison    | Division                    | Cl. final | Coupe |
| --------- | --------------------------- | --------- | ----- |
| 2023-2024 | Elite 1 Play off            | 8         | 1/16  |
| 2022-2023 | Elite 2                     | 2         |       |
| 2021-2022 | Elite 2                     | 5         |       |
| 2020-2021 | Elite 2                     | 7         |       |
| 2019-2020 | Elite 2                     | 10        |       |
| 2018-2019 | Elite 2                     | 11        |       |
| 2018      | Elite 2                     | 9         |       |
| 2017      | Elite 2                     | 8         |       |
| 2016      | Elite 2                     | 12        |       |
| 2015      | Elite 2                     | 10        |       |
| 2014      | Elite 2                     | 9         |       |
| 2013      | Poules régionales (3e div.) |           |       |